# ذلخداد (الحد)

تعديل مصدري - تعديل

ذلخداد هي إحدى قرى عزلة الحد بمديرية الحد التابعة لمحافظة لحج، بلغ تعداد سكانها 296 نسمة حسب تعداد اليمن لعام 2004.